# Rota 12 (Paraguai)
A Rota Nacional PY12 "Vicepresidente Domingo Francisco Sánchez, é uma rota nacional do Paraguai que une as cidades de Nueva Asunción, (Presidente Hayes) com Pozo Hondo (Boquerón). Sua extensão total é de 741 quilômetros.
Atualmente a estrada é quase toda de terra, mas nos próximos anos será pavimentada até a cidade de General Bruguez (Km 144).
Até 2019 a estrada só chegava até o Parque Nacional Tinfunqué (Km 303), mas após uma atualização do Ministério de Obras Públicas do Paraguai, a extensão da estrada foi ampliada até chegar a Pozo Hondo (Km 741).

## Municípios atravessados pela rodovia
Os municípios mais populares pelos quais a estrada passa são:
| Quilômetro | Município                         | Departamento     | Interseção |
| ---------- | --------------------------------- | ---------------- | ---------- |
| 0          | Nueva Asunción                    | Presidente Hayes |            |
| 6          | José Falcón                       | Presidente Hayes | PY09       |
| 103        | Cabo Olivorio Talavera (Ninfa)    | Presidente Hayes |            |
| 144        | General Bruguez                   | Presidente Hayes |            |
| 164        | Cadete Pastor Pando               | Presidente Hayes |            |
| 201        | Fortín General Delgado            | Presidente Hayes |            |
| 220        | Fortín Cabo Primero Cano          | Presidente Hayes |            |
| 244        | Fortín Caballero                  | Presidente Hayes |            |
| 276        | Teniente Esteban Martínez         | Presidente Hayes |            |
| 304        | Teniente Rojas Silva              | Presidente Hayes |            |
| 350        | Desvío a La Verde                 | Presidente Hayes |            |
| 392        | Desvío a Misión San Leonardo      | Presidente Hayes |            |
| 400        | Fortín General Díaz               | Presidente Hayes | PY05       |
| 435        | Virgen de Fátima (Línea 32)       | Boquerón         |            |
| 466        | Desvío a Magariños                | Boquerón         |            |
| 474        | Santa María de los Doce Apóstoles | Boquerón         |            |
| 525        | Fortín Ayala Velázquez            | Boquerón         |            |
| 541        | Desvío a Agropil                  | Boquerón         |            |
| 580        | Desvío a Campo Ampú               | Boquerón         |            |
| 610        | Fortín Joel Estigarribia          | Boquerón         |            |
| 650        | Desvío a El Solitario             | Boquerón         |            |
| 677        | La Pava                           | Boquerón         |            |
| 692        | La Represa                        | Boquerón         |            |
| 711        | Pedro P. Peña                     | Boquerón         |            |
| 741        | Pozo Hondo                        | Boquerón         | PY15       |

## Extensão
| Departamento     | Km  |  |  |
|                  |     |  |  |
| Presidente Hayes | 411 |  |  |
| Boquerón         | 330 |  |  |
|                  |     |  |  |
| Total            | 741 |  |  |